# Jagdgeschwader 141
141-ша винищувальна ескадра (нім. Jagdgeschwader 141 (JG 141) — винищувальна ескадра Люфтваффе напередодні Другої світової війни. 1 січня 1939 року переформована на 141-шу важку винищувальну ескадру (ZG 141).

## Історія
141-ша винищувальна ескадра заснована 1 листопада 1938 року на аеродромі поблизу міста Ютербог-Дамм шляхом розгортання 2-ї та 3-ї груп 132-ї винищувальної ескадри «Ріхтгофен» (нім. II./JG132).

## Командування

### Командири
1-ша винищувальна група
- гауптман Йоахім-Фрідріх Гут (нім. Joachim-Friedrich Huth) (1 листопада 1938 — 1 січня 1939)

2-га винищувальна група
- майор Ернст Борман (нім. Ernst Bormann) (1 листопада 1938 — 1 січня 1939)

## Бойовий склад 141-ї винищувальної ескадри
- Штаб (Stab/JG141)
- 1-ша група (I./JG141)
- 2-га група (II./JG141)